# George Corbett (cầu thủ bóng đá)
George Corbett (11 tháng 5 năm 1925 – tháng 6 năm 1999) là một cựu cầu thủ bóng đá người Anh thi đấu ở vị trí hậu vệ trái và tiền vệ chạy cánh trái.

## Sự nghiệp
Sinh ra ở Walbottle, Corbett thi đấu cho Shildon, Sheffield Wednesday, Spennymoor United, West Bromwich Albion, Workington và Berwick Rangers.